# Salvador Gonçalves
Salvador Gonçalves (em castelhano: Salvador González; morto depois de 1080) foi um magnata castelhano, tenente na Bureba e possivelmente, descendente dos  condes de Castela. Seus descendentes, os Salvadorez e depois os Manzanedo  desempenharam um papel importante na história dos reinos de Castela e Leão.

## Antepassados
Tradicionalmente, tem sido considerado que o Salvadores são os descendentes do conde Fernão Gonçalves. De acordo com a medievalista Margarita Torres, Salvador Gonçalves era o filho de Gonçalo Garcia, filho, do conde Garcia Fernandes e a condessa Ava Ribagorza. O historiador Gonzalo Martínez Díez, no entanto, argumenta que com a documentação disponível, é impossível confirmar essa filiação.  Justo Pérez de Urbel em sua obra Sancho el Mayor de Navarra diz: "Em Castilla havia descendentes diretos de Fernão Gonçalves por linha masculina (...) e os Salvadores desceu do segundo casamento do grande conde".

## Biografia

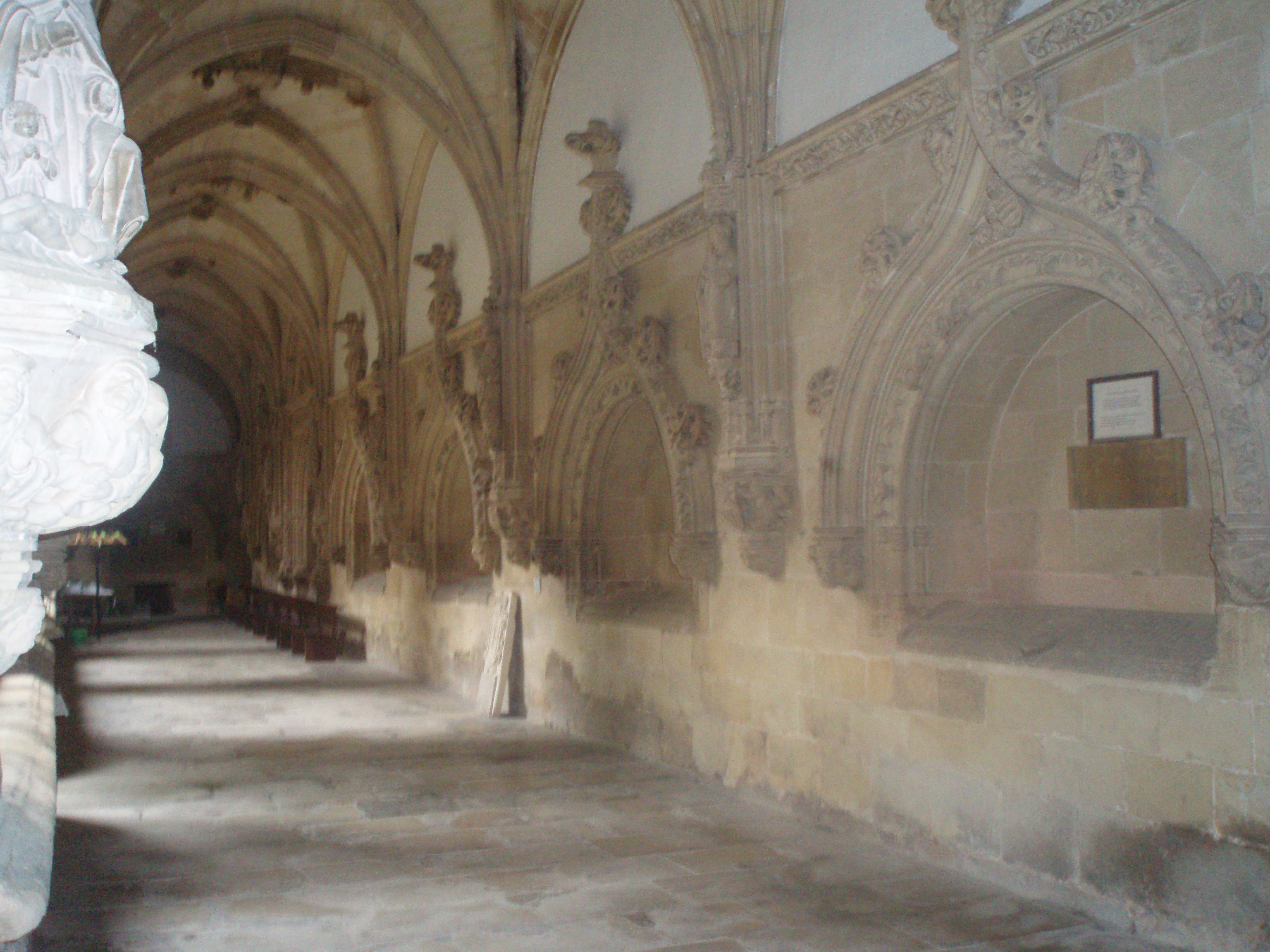
Uma das galerias do claustro do Mosteiro de São Salvador de Oña onde foram enterrado vários membros da familia Salvadores.

Salvador Gonçalves, o primeiro membro da linhagem Salvadorez documentado, foi tenênte na Bureba após a morte do conde Garcia Sanches, o filho do conde Sancho Garcia. Esta tenência foi posteriormente governada por vários de seus descendentes. Também figura em 1040 como tenente em Arreba perto do Valle de Manzanedo, embora não tenha sido a primeira vez que aparece no documentos medievais já que em 1031, confirmou algumas doações para o rei Sancho Garcês III de Pamplona. Embora não foi conde, figura na documentação com o apelativo "senior" como outros magnatas de sua época.
A 31 de agosto, 1056, com seu filho Gonzalo confirmou uma doação do rei Fernando I de Leão para o mosteiro de São Salvador de Oña e continua aparecendo com freqüência no diplomas reais ou transações familiares pelo menos até março de 1080, provavelmente morrendo poco depois..

## Matrimónio e descendência
Casou antes de 1042 com Muniadona, possivelmente irmã do Nuno, Fortun, Rodrigo e Diego Alvares, importantes magnatas que aparecem na documentação chamando-se “os castelanos”. Deste casamento nasceram:
- Gonçalo Salvadores[8][7]ou também (Gonzalo Salvadórez) (morto em Rueda de Jalón, 6 de Janeiro de 1083) conde em Lara, a Bureba, Tedeja, e outras localidades.
- Alvar Salvadores[9] (morreu antes de julho 1087), esposo de Juliana, filha de Fortunio Alvares, com seu irmão Gonçalo comfirmou a carta de arras que O Cid entregou a sua esposa Jimena Diaz.[10]
- Martim Salvadores[5]